# Độ cồn
Độ cồn là một số đo chỉ hàm lượng cồn (etanol) có trong thức uống có cồn (tính theo phần trăm thể tích). Độ cồn được tính theo số millilit etanol nguyên chất trong 100 mililit dung dịch ở 20 °C.
Ở một vài quốc gia, độ cồn được tính theo cấp Gay-Lussac (đặt theo tên nhà hóa học Pháp Joseph Louis Gay-Lussac).

## Mức độ điển hình
Chi tiết về hàm lượng cồn chứa trong các đồ uống khác nhau có thể được tìm thấy trong các bài viết về chúng.
| Đồ uống                            | ABV điển hình                                                   |
| ---------------------------------- | --------------------------------------------------------------- |
| Nước ép trái cây (tự nhiên)        | 0%-0.09%                                                        |
| Bia không cồn                      | 0.05%–1.2%                                                      |
| Kvas                               | 0.05%–1.5%                                                      |
| Kefir                              | 0.2%–2.0%                                                       |
| Nấm thủy sâm                       | 0.5%–1.5%                                                       |
| Boza                               | 1.0%                                                            |
| Chicha                             | 1.0%–11% (thường là 1%–6%)                                      |
| Bia                                | 2.0%–12% (thường là 4%–6%)                                      |
| Cider                              | 2.0%–12% (thường là 4%–8%)                                      |
| Alcopops                           | 4.0%–17.5%                                                      |
| Malt liquor                        | 5.0%+                                                           |
| Makgeolli                          | 6.5%–7%                                                         |
| Barley wine (bia mạnh)             | 8%–15%                                                          |
| Mead                               | 8%–16%                                                          |
| Rượu vang                          | 9%–16% (thường là 12.5%–14.5%)                                  |
| Kilju                              | 15%–17%                                                         |
| Dessert wine                       | 14%–25%                                                         |
| Sake                               | 15% (hoặc 18%–20% nếu không pha loãng trước khi đóng chai)      |
| Rượu mùi                           | 15%–55%                                                         |
| Fortified wine                     | 15.5%–20% (ở Liên minh châu Âu, 18%–22%)                        |
| Soju                               | 17%–45% (thường là 19%)                                         |
| Shochu                             | 25%–45% (thường là 25%)                                         |
| Rượu đế                            | 27%-45% (thường là 35%- ngoại trừ Ruou tam -40-45%)             |
| Bitters                            | 28%–45%                                                         |
| Applejack                          | 30%-40%                                                         |
| Mezcal, Tequila                    | 32%–60% (thường là 40%)                                         |
| Vodka                              | 35%–95% (thường là 40%, tối thiểu là 37.5% ở Liên minh châu Âu) |
| Rum                                | 37.5%–80% (thường là 40%)                                       |
| Brandy                             | 35%–60% (thường là 40%)                                         |
| Grappa                             | 37.5%–60%                                                       |
| Ouzo                               | 37.5%+                                                          |
| Pálinka                            | 37.5%–86% (thường là 52%)                                       |
| Cachaça                            | 38%–54%                                                         |
| Sotol                              | 38%–60%                                                         |
| Stroh                              | 38%–80%                                                         |
| Nalewka                            | 40%–45%                                                         |
| Tsipouro                           | 40%-45%                                                         |
| Gin                                | 37.5%–50%                                                       |
| Whisky                             | 40%–68% (thường là 40%, 43% hoặc 46%)                           |
| Baijiu                             | 40%–60%                                                         |
| Chacha                             | 40%–70%                                                         |
| Răchie (đồ uống Trung/Đông Nam Âu) | 42%–86%                                                         |
| Rượu Mao Đài                       | 43%-53%                                                         |
| Absinthe                           | 45%–89.9%                                                       |
| Țuică (đồ uống Rumani)             | 30%–65% (thường là 35%–55%)                                     |
| Arak                               | 60%–65%                                                         |
| Oghi                               | 60%-75%                                                         |
| Poitín                             | 60%–95%                                                         |
| Scotch                             | 40%–63.5%                                                       |
| Centerbe (herb liqueur)            | 70%                                                             |
| Neutral grain spirit               | 85%–95%                                                         |
| Cocoroco                           | 93%–96%                                                         |
| Rectified spirit                   | 95% lên đến giới hạn thực tế là 95.6%                           |